# Шардт, София фон
София фон Шардт (нем. Sophie von Schardt, урождённая Бернсторф; 23 ноября 1755, Ганновер — 30 июля 1819) — влиятельная женщина при веймарском дворе в его «классический» период. Мадам де Сталь считала её одной из самых красивых женщин Веймара, а Гёте, любивший находиться в её обществе, называл её «маленькой Шардт» («kleinen Schardt»). София писала стихи, преимущественно короткие лирические произведения, а также переводила с английского и итальянского языков (большинство её работ остаются неопубликованными).

## Биография
Фридерика София Элеонора фон Бернсторф родилась в Ганновере. У неё был один брат — Ганс Иоахим Карл фон Бернсторф (1754—1802). Её отец, Андреас фон Бернсторф (1688—1757), работал заместителем директора юридической конторы в Целле. Ему было уже достаточно много лет, когда он женился Шарлотте фон Холле (?-1763), матери Софии. Оба родителя умерли, когда их дети были ещё маленькими. София жила вместе со своими двоюродными братьями в доме дипломата и политика графа Иоганна Хартвига Эрнста фон Бернсторфа (1712—1772). Он увлекался литературой, в его заслугу заставят продвижение поэта Фридриха Готлиба Клопштока на немецкую литературную сцену. Граф фон Бернштоф также женился на женщине намного моложе себя, и после его смерти его вдова, урождённая Харитас Эмилия фон Бухвальд (1733—1820), переехала в Веймар с Софией, которой к тому времени было чуть более 20 лет.
28 апреля 1778 года София вышла замуж за веймарского тайного советника Эрнста Карла Константина фон Шардта (1743—1833), брата Шарлотты фон Штейн (1742—1827). Брак не был счастливым, поскольку, по мнению Софии, на неё оказывали негативное влияние недостатки её мужа, интеллектуальные способности которого значительно отставали от её собственных. Она стремилась компенсировать это обстоятельство, заводя множество близких дружеских отношений с мужчинами и женщинами, часть из которых являлись знаменитостями веймарской литературной сцены, а другие наоборот были малоизвестными людьми. Но настоящее личное удовлетворение она нашла, только обратившись в католицизм. После нескольких лет тайного сближения с церковью, она завершила последние необходимые шаги и крестилась в канун Пасхи 1816 года.
Среди наиболее известных членов веймарского круга друзей Софии был Карл Людвиг фон Кнебель, поэт и близкий друг Гёте. Другим таким был поэт-философ Иоганн Готфрид Гердер, обучавший её древнегреческому языку и особенно ценивший её веселый темперамент, в котором он видел способ исцеления от собственной склонности к меланхолии. Также у Софии сложились близкие отношения с поэтом Цахариасом Вернером.
София фон Шардт была талантливым писателем. Она вела активную переписку (особенно в 1812 году) с юристом и поэтом Фридрихом Леопольдом цу Штольберг-Штольбергом, своим доверенным лицом и другом. В ней она подробно описывала свою тщательную подготовку к обращению в католицизм. Штолберг-Штольберг понимал связанные с этим социальные и семейные сложности, так как совершил то же самое обращение ещё в 1800 году.
София фон Шардт умерла в Веймаре.